# 디트로이트 미술관

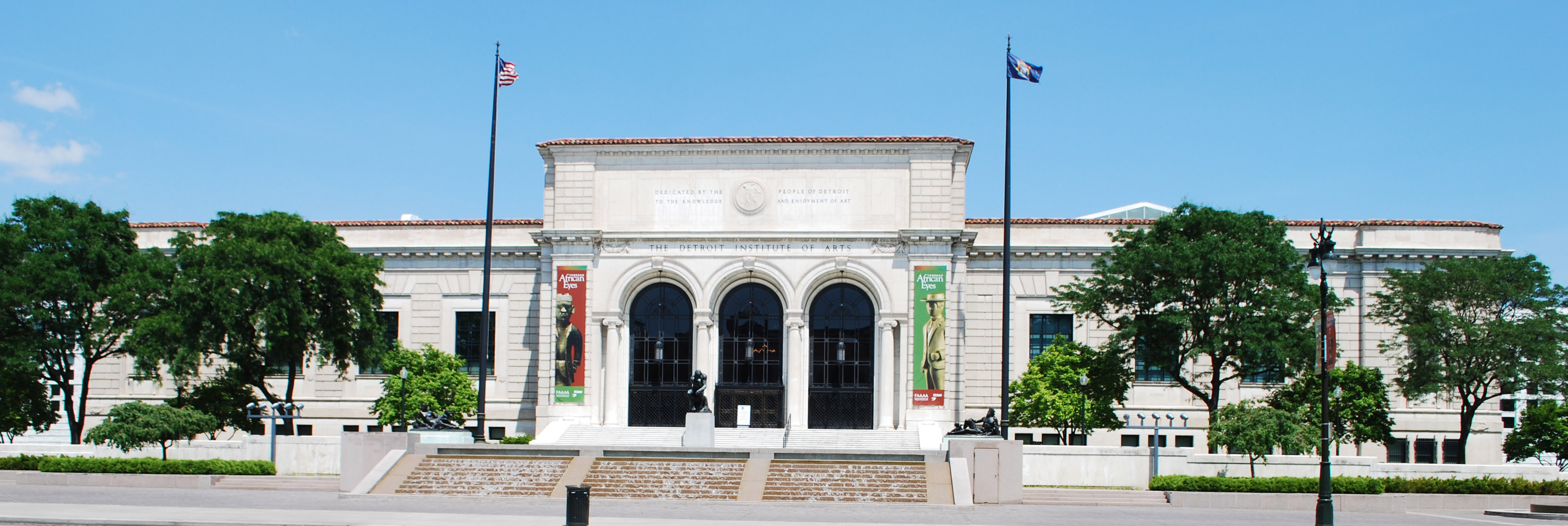

디트로이트 미술관(Detroit Institute of Arts, DIA)은 미시간주 디트로이트 미드타운에 위치한 미술관이다. 미국에서 가장 크고 중요한 미술 컬렉션 중 하나를 보유하고 있다. 100개 이상의 갤러리가 있는 이 미술관은 658,000평방피트(61,100m2)를 차지하며 2007년에 완료되어 58,000평방피트(5,400m2)가 추가된 대대적인 개조 및 확장 프로젝트가 완료되었다. DIA 컬렉션은 고대 이집트와 유럽 작품부터 현대 미술까지 전 세계에 걸친 백과사전적 컬렉션을 보유한 미국 최고의 6개 박물관 중 하나로 간주된다. 2014년 평가에 따르면 미술 컬렉션의 가치는 수십억 달러로 최대 81억 달러에 달한다. DIA 캠퍼스는 웨인 주립 대학교 근처 디트로이트 공립 도서관 건너편, 시내에서 북쪽으로 약 3.2km 떨어진 디트로이트 문화 센터 역사 지구에 위치하고 있다.
박물관 건물은 건축가들로부터 높은 평가를 받고 있다. 폴 필립 크레트(Paul Philippe Cret)가 디자인한 원래 건물은 전체 구조의 주요 외부 재료로 흰색 대리석을 사용하여 북쪽과 남쪽 날개 측면에 있다. 캠퍼스는 국가 유적지 등록부에 등재된 도시 문화 센터 역사 지구의 일부이다. 박물관의 첫 번째 그림은 1883년에 기증되었으며 컬렉션은 65,000점 이상의 작품으로 구성되어 있다. 2015년 기준 연간 방문객 수는 약 677,500명에 달하며 DIA는 세계에서 가장 많이 방문한 미술관 중 하나이다. 디트로이트 미술관에서는 주요 미술 전시회를 개최한다. 건축가 C. 하워드 크레인(C. Howard Crane)이 디자인한 1,150석 규모의 극장, 리사이틀과 강연을 위한 380석 규모의 홀, 미술 참고 도서관, 보존 서비스 실험실이 있다.
2023년 USA 투데이 독자들은 디트로이트 미술관을 미국 최고의 미술관으로 선정했다.

## 같이 보기
- 가장 큰 미술관 목록